# Sofie Rasmussen
 Ikke at forveksle med Sophie Lund Rasmussen.
Sofie Rasmussen (født Jensen; født i Randers formentlig omkring 1878, dødsdato ukendt) var engageret i Kvindeligt Arbejderforbund i arbejderbevægelsen og kommunalpolitiker i København i starten af 1900-tallet. Fra en relativt ung alder var hun aktiv i organiseringen af arbejderkvinder først i Randers og sidenhen i København.
Blev i perioden 1906-9 gift med viktualiehandler Axel Rasmussen, født i Randers, 1. november 1888.

## De tidlige år i Randers
Den 7. august 1897 deltog Sofie Rasmussen, sammen med sine to søstre, ved et møde afholdt af Olivia Nielsen og M. C. Lyngsie på Tændstikfabrikken Merkur A/S i Randers. Ved mødet beskriver Sofie Rasmussen i sine erindringer, hvordan hun der for første gang fandt modet til at gå på talerstolen. Ved denne lejlighed blev hendes søstre så flove, at de forlod mødet og løb hjem og sladrede. Hendes far fortalte hende efterfølgende, at den slags var hun for grøn til.
Sofie Rasmussen arbejdede som og stod i spidsen for Kvindeligt Arbejderforbunds lokale afdeling i Randers. I et interview beretter Sofie Rasmussen, at hun som 19-årig blev formand for KAD’s Randers afdeling.

## Fagbevægelsesarbejde i København
I 1910 døde Kvindeligt Arbejderforbunds formand Olivia Nielsen pludseligt. Datteren Gudrun Bodø blev konstitueret formand efter moderens død, indtil en ekstraordinær kongres den 21. december samme år valgte Sofie Rasmussen som ny forbundsformand. Et embede hun bestred fra 1910-1923. Da var Sofie 28 år gammel (?).
I sin funktion som formand for KAD var hun også med i kampen for kvinders valgret. I 1915 fik kvinder stemmeret til Rigsdagen og i den forbindelse var Sofie Rasmussen leder af den deputation, som skulle vise sin anerkendelse overfor Socialdemokratiet.
Medlem af Borgerrepræsentationen 1913-1917. Fratrådte pga. 1. Verdenskrig, som forårsagede stor arbejdsløshed - hun valgte derfor at lægge alle sine kræfter i arbejdet med forbundet.
Fra 1916 medlem af forretningsudvalget i De Samvirkende Fagforbund.
På kongressen d. 17-18 juni 1923 nedlagde hun sit hverv som forretningsordfører for at få mere tid til familien. Ved den lejlighed blev hun udnævnt til æresmedlem af forbundet. Hendes efterfølger blev den hidtidige sekretær Alvilda Andersen. Forbundets tak blev også udtrykt i et digt af Oda Bauerfeld. Sidste vers lyder således:
"Så gik du fra os, brave arbejdskvinde,
du ofred’ os de bedste ungdomsår,
dit navn vil altid være i vort minde,
det som et sollys altid om os står.
Og når du så i hjemmets stille hygge
da vender dine tanker mod os hen,
for aldrig du os stille vil i skygge;

thi arbejdskvinden blev din bedste ven"
I de 13 år hvor Sofie sad som formand for forbundet steg medlemstallet fra knap 1.800 medlemmer i 1910 til 10.637 medlemmer ved hendes fratrædelse ved kongressen i 1923.

## Fejlkilder om Sofie Rasmussen
På kvindebiografisk leksikon skriver Karin Sandvad om Sofie Rasmussen. I højre margen skriver Sandvad hvornår Sofie Rasmussen er født samt hendes forældres navne. På LinkLives projektet findes den person som Sandvad beskriver. Bl. a. hendes digitaliserede dåbsattest og hendes vielsesattest. Ser man under fanen relaterede personer står hendes forældre angivet med samme navne som Sandvad angiver i sin biografiske artikel. Hvad hendes vielsesattest også fortæller er at hun gifter sig i 1909 til Konrad Ferrall. Fra 1909 er hendes navn dermed Sofie Ferrall. På dette tidspunkt er Sofie Rasmussens politiske karriere i fuldt flor og igennem hele sin politiske karriere går hun under efternavnet Rasmussen. På Rigsarkivet findes dødsattesten på Sofie Ferrall, der fortæller at hun dør i 1929.
Det er ikke muligt at der er tale om samme Sofie Rasmussen da KAD-formanden Sofie Rasmussen udtaler sig adskilllige gange til aviser efter dette år og da bl.a. Socialdemokraten refererer hendes taler og tilstedeværelse ved møder, der er foregået efter 1929. I 1951 bringer Socialdemokraten en artikel hvor de på side 4, skriver at Sofie Rasmussen ligger på hospitalet.
Den Sofie Rasmussen som Sandvad refererer til er med andre ord ikke dén Sofie Rasmussen som bliver formand for KAD. Den fødselsdato som Sandvad henviser til kan dermed heller ikke anses som korrekt. Ifølge flere arbejderhistoriske fagbøger (bl.a. Pia Fris Laneths bog ’1915’ s. 175) angiver hvordan Olivia Nielsen og M.C. Lyngsie var på agitationsturne i Randers i 1897. deler Sofie Rasmussen sin erindring om hvordan hun som 19 årige turde rejse sig og tale ved dette møde. Regner man baglæns kan man hurtigt konkluderer at Sophie Rasmussen er født i 1878 hvis hun er 19 år gammel i 1897. Sofie Rasmussen er dermed ikke født i 1882 som Karin Sandvad angiver.

### Fagbøger
- Poul Andersen & Solveig Schmidt (2001). ’Jo, det kan nytte – Kvindeligt Arbejderforbund i Danmark 1901-2001’. kvindeligt arbejderforbund. København. S. 11-76, (s.24)

### Anden litteratur
- Oskar Hansen & Edvard Christensen (1951). ’50-års organisationshistorie – kvindeligt arbejderforbund gennem 50 år 1901-1951.’ s. 7-87
- Alvilda Andersen (1926). ’Kvindeligt Arbejderforbund 1901-1926.’ København. S. 27, 41 og 44.
- Toni Grøn (1976). ’Kvindernes Fagblad 1, 1976- særnummer udgivet i anledning af Kvindeligt Arbejderforbunds 75 årsdag’. S. 28, 29

### Artikler
- Sofie Rasmussen i Dansk Kvindebiografisk Leksikon på Lex.dk, tidl. Kvinfo.dk
- 1951 bringer Socialdemokraten en artikel Social-Demokraten_for_Randers_og_Omegn_(1907-1959)_-_1951-09-17 sofie rasmussen syg.pdf , 17 september 1951, side 4,
- I Social-Demokraten_(1874-1959)_-_1951-09-15 Sofie Rasmussen.pdf 15. september 1951. s. 12